# Передние ворота (Коломенское)
Передние ворота — сохранившиеся главные ворота Государева двора в селе Коломенском, построенном для царя Алексея Михайловича Романова. Расположены на западной стороне Вознесенской площади, напротив церкви Вознесения. Памятник архитектуры Федерального значения. В воротах размещена музейная экспозиция. В документах органов охраны памятников истории и культуры называются «Шатровые ворота с часами». В музее-заповеднике «Коломенское» с середины 1990-х годов ворота называют «Дворцовыми», но эта выдумка музейных сотрудников не имеет под собой никакого основания. Ворота во всех исторических источниках назывались «Передними», без вариантов.

## Описание
Ворота представляют собой четырёхъярусное сооружение на трёх пилонах с двумя арочными проёмами между ними.
- Первый ярус, в настоящее время покрытый скатными кровлями, первоначально завершался белокаменной балюстрадами. Над первым ярусом было устроено гульбище с выходом на него из северной стены второго яруса башни. На южную сторону гульбища можно было пройти по очень узким переходам между стенами и балюстрадами.
- Второй ярус был изначально покрыт пологими скатными кровлями, скрытыми балюстрадой. Этот ярус занимала «органная палата» с механизмом для создания имитации львиного рычания.
- Третий ярус представлял собой часовую палатку: здесь располагался часовой механизм «на взрубе», то есть на небольшом бревенчатом срубе. Большие «указные круги» (циферблаты часов) размещались на западной и восточной стенах часовой палатки.
- Четвёртый ярус — восьмерик с арками для звона. Колокола звонили под управлением часового механизма. Верхний восьмигранный ярус звона покрыт каменным шатром. В завершении шатра поставлен двуглавый орёл, как символ царской власти.

## История

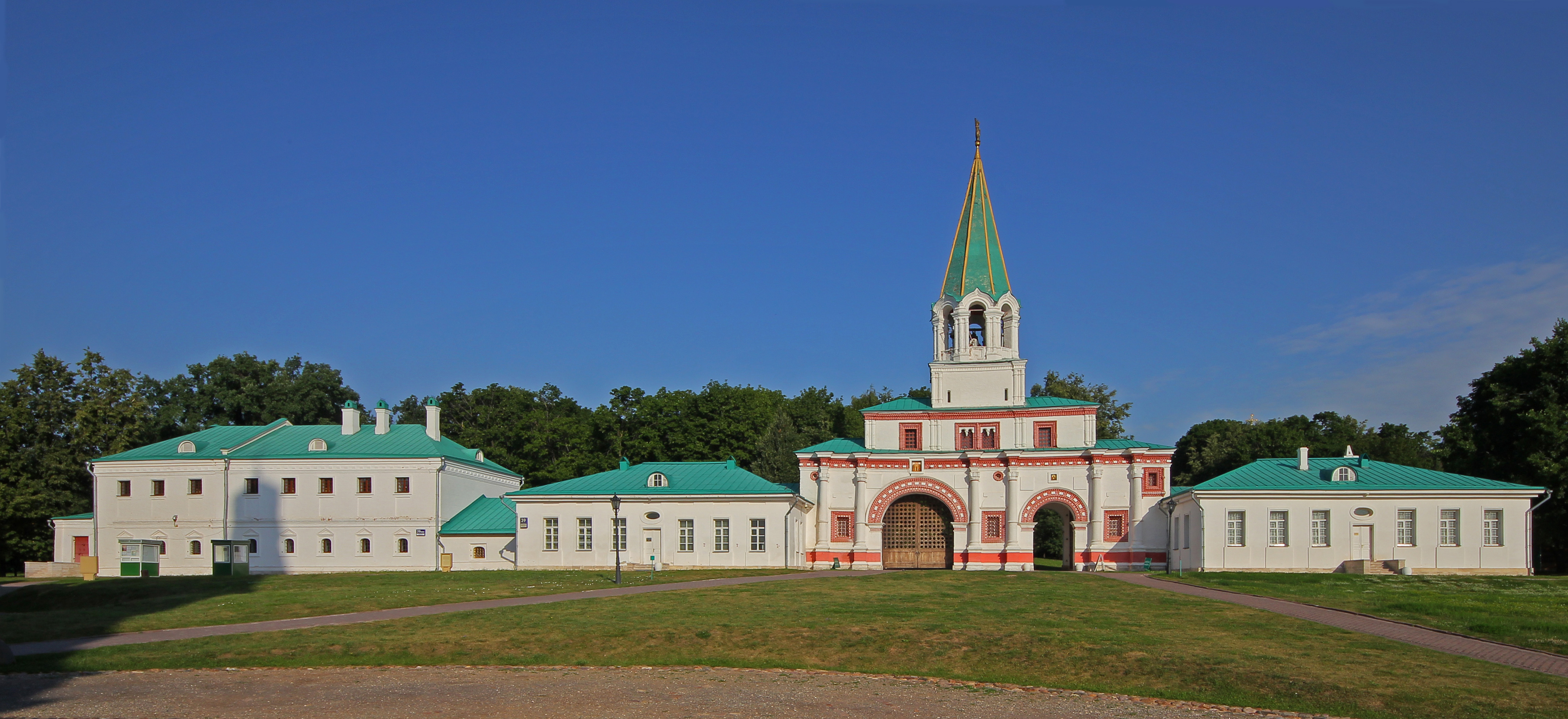
Комплекс Передних ворот и Полковничьих палат

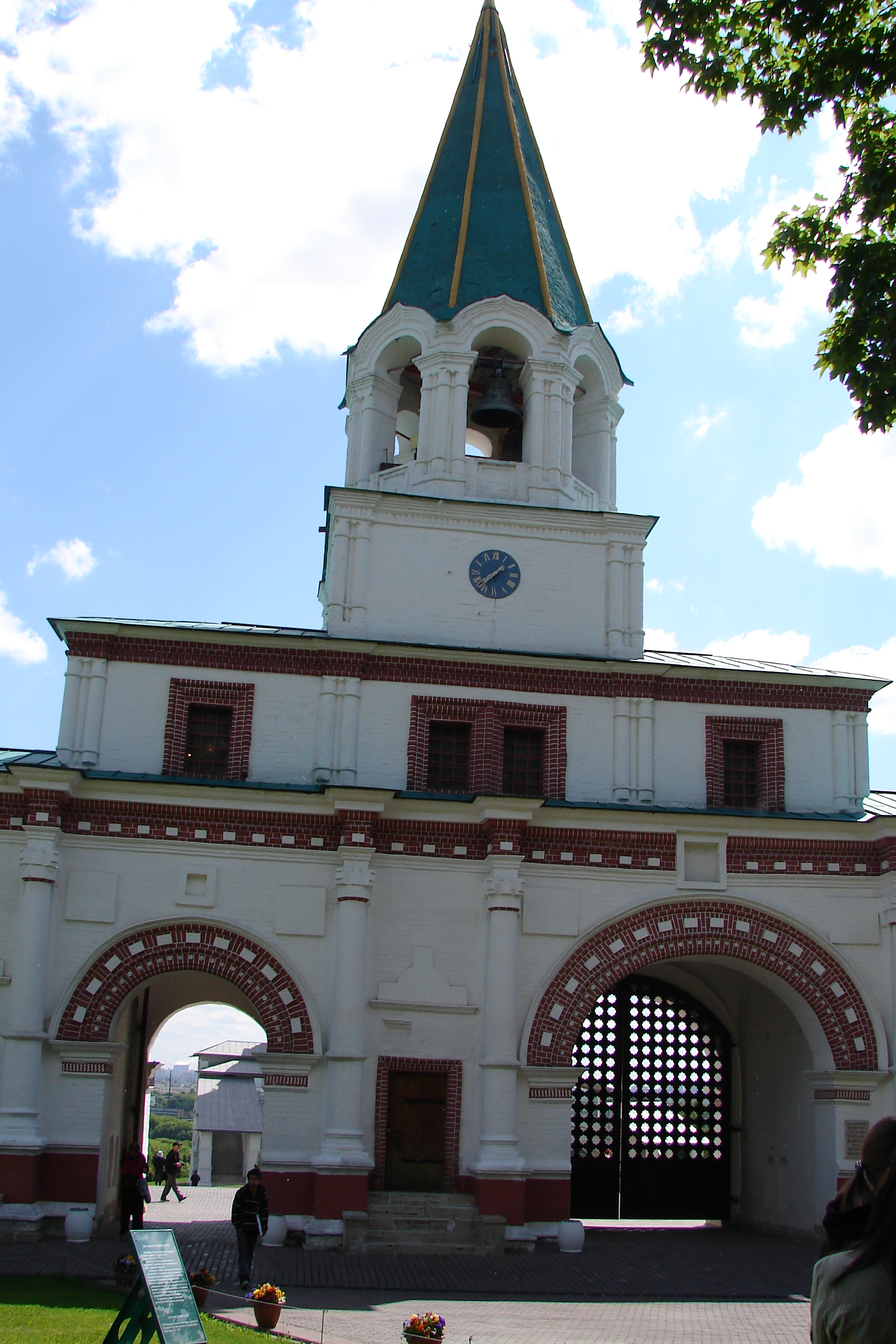
Передние ворота (западная сторона)

По донесению польских послов Яна Гнинского и Киприана Бжостовского польскому королю Михаилу Вишневецкому, летом 1671 года в Коломенском, на месте дубовых резных ворот, перед парадным двором вновь построенного царского дворца, было решено поставить каменные ворота. Передние ворота построены в 1671—1673 годах как часть единого комплекса Государева двора царя Алексея Михайловича Романова в Коломенском. К тому времени уже был построен Сытный дворец с ледниками и тёплыми погребами. Южная стена Передних ворот поставлена на северную стену ледника. Ледники в музее и во всех публикациях по Коломенскому называют «полковничьими палатами». Но это явное недоразумение: «полковничьи палаты» — это два помещения, выходящие на Вознесенскую площадь. «Полковничьи палаты с сенями» до XX века примыкали к глухой восточной стене ледников Сытного двора. Переход из палаты в ледники появился после разборки макуловской лестницы при П. Д. Барановском.
Все три наземных чулана в пилонах ворот западных входов с улицы первоначально не имели. Западные входы появились при реконструкции П. В. Макулова в 1767 году. Первоначально здесь были такие же окна, как в восточных стенах. В чуланы можно было попасть только сверху из «органной палаты». Единственный вход с улицы был сделан в северной стене ворот от «приказных палат», которые к воротам первоначально не примыкали. С улицы попадали на нижний рундук северной лестницы, от которого северный чулан был отделён дверью. Приказные палаты, также построенные на несколько лет раньше ворот, к воротам не примыкали, вероятно, до рубежа XVII—XVIII веков (это также постоянная ошибка музейных публикаций о примыкании приказных палат к воротам).
Перед воротами были поставлены по четыре льва перед обоими фасадами. «Органным устройством», создававшим имитацию львиного рыка, управлял часовой механизм. Он приводился в движение при достижении определённого часа. Воздух из «органной палаты» по каменным вертикальным каналам сечением 35×40 сантиметров с рёвом врывался в три пустых каменных чулана с каменным полом на первом этаже. Чуланы служили большими резонаторами, из которых ревущий воздух непосредственно поступал в туловища львов. Создавался грозный львиный рык. Из «органной палаты» на лестницах стояли двери. При необходимости они превращались в клапаны на каналах-лестницах и этим достигался необходимый звуковой эффект. Дополнительно воздух выходил в три отверстия под арки ворот. Над этими тремя небольшими отверстиями в каждую стену вделано по четыре голосника. Два средних льва, возможно, имели одно туловище, соединённое с отверстием под окном среднего чулана. Деревянные львы, обтянутые бараньими шкурами, со львиными мордами, были установлены на пьедесталах под окнами первого яруса ворот. Основания пьедесталов были обнаружены архитектором Н. Н. Свешниковым в 1968 году и отреставрированы в 1970-е годы.
Самое непосредственное участие в создании ворот принял «иноземец, часовой мастер Петрушка Высоцкий». Судя по тому, что всё сооружение является музыкально-шумовым инструментом органного типа, Пётр Высоцкий, вывезенный из Белоруссии как военный трофей в войне с Польшей, не только сделал для ворот часовой механизм со львами, но и являлся одним из авторов всей постройки.

## Исследования
Исследование фасадов в 1976—1977 годах проводили архитекторы С. А. Гаврилов, А. Г. Кудрявцев по руководством Н. Н. Свешникова. Была обнаружена система раскраски фасадов. Раскрытие покраски по заданию архитекторов выполнял в 1976 году художник-реставратор В. М. Сорокатый.
В 1994 году архитектором И. Булычевым под научным руководством С. А. Гаврилова и И. А. Левакова разработан проект восстановления двуглавого орла. В том же году орёл был изготовлен на авиационном заводе Микояна и водружён на место.
В 1996 году исследование и обмер ворот завершил архитектор С. А. Гаврилов. При исследовании во время ремонта 1996-1997 годов под разобранным деревянным полом обнаружена гиря — единственный подлинный в музее экспонат от коломенских часов.
Результаты научно-исследовательских работ под руководством архитектора Е. В. Скрынниковой 2001—2005 годов неизвестны. Под её руководством повторили покраску ворот 1976 года, но были уничтожены все деревянные конструкции крыш, вторично и третично использованные от разобранных дворцов Александра I и Екатерины II. Уничтожены пьедесталы от «рыкавших» львов, а на их месте с западной стороны сделаны капитальные белокаменные крыльца. В арки вставлены решетчатые ворота, никогда здесь не бывавшие, а шатёр без какого-либо обоснования окрашен в зелёный цвет. Необходимого обследования и фотофиксации не выполнено.